# 박일동
박일동(朴日東, 1933년 ~ )은 대한민국의 시인 및 희곡작가로 관악문인협회 회장이다. 본관은 무안이며, 1933년에 충남 공주시에서 태어났다.

## 경력
- 한국문인협회 이사 역임
- 한국희곡작가협회 부회장, 이사 역임
- 동아일보 문학동우회 부회장
- 국제펜클럽 한국본부 이사
- 국제펜클럽 한국본부 심의위원
- 관악문인협회 회장 역임
- 계간 <해동문학> 편집위원장
- 문예지 <탐미문학> 편집인

## 주요 작품
- 희곡집 <달래 아리랑>
- 희곡집 <곰>
- 시집 <연화문>
- 시집 <시실리의 봄>
- 시집 <찔레꽃>
- 시집 <무엇으로 아름다워지련>

## 수상
- 동아일보 신춘문예 희곡부문 - <생명> (1970년)
- 국방부 시나리오 공모 - <전우의 아들> (1971년)
- 극단 가교 단만극 공모 - <일요식탁에 과일을> (1974년)
- 제 3회 동양문학상 (1991년)
- 제 29회 한국문학상 (1992년)
- 제 4회 한맥문학상 대상 (1997년)
- 탐미문학상
- 금천문학상 대상